# Acraea unimaculata
Acraea unimaculata är en fjärilsart som beskrevs av Grose-Smith 1898. Acraea unimaculata ingår i släktet Acraea och familjen praktfjärilar. Inga underarter finns listade i Catalogue of Life.